# اما واتسون (بازیکن فوتبال)
اما واتسون (انگلیسی: Emma Watson؛ زادهٔ ۲۸ ژانویهٔ ۲۰۰۶) بازیکن فوتبال اهل بریتانیا است که به صورت قرضی از باشگاه فوتبال منچستر یونایتد برای باشگاه فوتبال زنان اورتون بازی می‌کند.
وی همچنین در تیم‌های ملی فوتبال زیر ۱۵ سال، زیر ۱۶ سال، زیر ۱۷ سال، زیر ۱۹ سال و زنان اسکاتلند بازی کرده است.

## دوران باشگاهی

### رنجرز
اما واتسون، دانش‌آموخته دبیرستان بوروتون، ادینبورو، پنج سال با باشگاه فوتبال بورومویز تایستل گذرانید و سپس به آکادمی دختران رنجرز پیوست. او در سن ۱۵ سالگی به تیم اول رنجرز منتقل شد و در ۱۵ اوت ۲۰۲۱ به عنوان تعویضی در دقیقه ۶۵ به جای دمی ونس در پیروزی ۵–۰ مقابل باشگاه فوتبال زنان مادرول در لیگ‌کاپ اسکاتلند ۲۰۲۱ اولین بازی خود را انجام داد. او اولین گل خود را برای باشگاه در همان مسابقه در ۲۹ اوت ۲۰۲۱ در پیروزی ۴–۰ مقابل باشگاه سابقش بورومویر تایستل به ثمر رساند. او در فصل ۲۰۲۲–۲۰۲۱ لیگ برتر فوتبال زنان اسکاتلند، در مجموع ۱۲ بازی لیگ انجام داد و رنجرز عنوان قهرمانی را به دست آورد. او برای دریافت عنوان بازیکن جوان سال ۲۰۲۱–۲۲ در مراسم اهدای جوایز فوتبال زنان اسکاتلند نامزد شد اما به هم‌تیمی‌اش مک‌آئولای باخت. در ۹ اوت ۲۰۲۲، او یک قرارداد حرفه‌ای با رنجرز امضا کرد.
واتسون برای اولین بار در ۱۸ اوت ۲۰۲۲ در یک مسابقه لیگ قهرمانان زنان اروپا به عنوان تعویضی در نیمه‌نهایی دور اول مقابل باشگاه فوتبال زنان فرانتس واروش در لیست بازی قرار گرفت. او سه روز بعد در فینال دور اول مقابل باشگاه فوتبال زنان پائوک به عنوان یار تعویضی در دقیقه ۷۳ به میدان رفت. در بازی رفت دور دوم مقابل باشگاه ورزشی زنان بنفیکا او دوباره در دقیقه ۷۰ به میدان آمد. در بازی برگشت، او دوباره پس از ۵۷ دقیقه به میدان آمد و در سه دقیقه مانده به پایان وقت معمول گلزنی کرد تا بازی به وقت اضافی برود. قهرمانان پرتغالی در وقت اضافی دو گل زدند و به مرحله گروهی مسابقات صعود کردند. در دسامبر ۲۰۲۲، او به عنوان بازیکن تعویضی در پیروزی رنجرز مقابل باشگاه فوتبال زنان هیبرنیان در فینال لیگ کاپ ۲۰۲۲ اسکاتلند به میدان رفت. فصل ۲۰۲۲–۲۳ با انتخاب واتسون به عنوان بهترین بازیکن جوان سال اسکاتلند به پایان رسید. رنجرز عنوان قهرمانی لیگ را با شکست خانگی مقابل باشگاه فوتبال زنان گلاسکو سیتی در آخرین روز مسابقات از دست داد و همچنین در فینال جام حذفی فوتبال زنان اسکاتلند به باشگاه فوتبالدویسبورگ سلتیک باخت. این اولین فینال زنان اولد فرم و همچنین اولین فینال برگزار شده در ورزشگاه همپدن پارک بود. واتسون در ژوئن ۲۰۲۳ به عنوان بازیکن آزاد از رنجرز جدا شد.

### منچستر یونایتد
در ۲۵ اوت ۲۰۲۳، باشگاه فوتبال زنان منچستر یونایتد از امضای قرارداد با واتسون خبر داد. در ۲۷ سپتامبر ۲۰۲۳، باشگاه اعلام کرد که واتسون در حین حضور در اردوهای ملی دچار مصدومیت از ناحیه لیگامنت شده است.
در ۱۳ اکتبر ۲۰۲۴، واتسون برای اولین بار پس از آسیب‌دیدگی‌اش در لیست بازی برای مسابقه مقابل باشگاه فوتبال زنان تاتنهام هاتسپر در لیگ برتر فوتبال زنان انگلستان قرار گرفت. او در ۲۰ نوامبر، در پیروزی ۲–۰ مقابل باشگاه فوتبال زنان اورتون در مرحله گروهی لیگ‌کاپ ۹۰ دقیقه بازی کرد. پس از اینکه در ۸ دسامبر در پیروزی ۴–۰ مقابل باشگاه فوتبال زنان لیورپول اولین بازی خود در WSL را انجام داد، واتسون اولین گل خود را برای باشگاه در پیروزی ۵–۳ در لیگ‌کاپ مقابل باشگاه فوتبال زنان نیوکاسل یونایتد در ۱۱ دسامبر به ثمر رساند.

#### انتقال قرضی به اورتون
در ۷ ژانویه ۲۰۲۵، واتسون به باشگاه فوتبال زنان اورتون به صورت قرضی برای باقی‌مانده فصل ۲۰۲۴–۲۵ پیوست.

## دوران ملی
امّا واتسون در تیم‌های زیر ۱۵، زیر ۱۶، زیر ۱۷ و زیر ۱۹ سال اسکاتلند بازی کرده است و برای اولین بار به تیم ملی بزرگسالان اسکاتلند برای دو بازی دوستانه در برابر تیم ملی فوتبال زنان استرالیا و تیم ملی فوتبال زنان کاستاریکا در آوریل ۲۰۲۳ دعوت شد.
او در ۷ آوریل ۲۰۲۳ در پیروزی ۱–۰ مقابل استرالیا اولین بازی ملی خود را انجام داد.
چهار روز بعد، او دو گل در پیروزی ۴–۰ مقابل کاستاریکا در ورزشگاه همپدن پارک به ثمر رساند.
او همچنین در دو بازی بعدی خود، که شامل بازی‌های دوستانه در خانه با تیم ملی فوتبال زنان ایرلند شمالی و خارج از خانه با تیم ملی فوتبال زنان فنلاند در ژوئیه ۲۰۲۳ بود، یک گل دیگر به ثمر رساند و دو پاس گل نیز داد.